# 程鍾彥
程鍾彥（？—？），字驥超，號芥亭，室名南村草堂，浙江省嘉善人，清朝政治人物、詩人、經學家，進士出身。

## 經歷
雍正十一年（1733年）登癸丑科進士。選翰林院庶吉士。雍正十三年（1735年）散館授編修。乾隆三年（1738年）任陝西道監察御史。擢禮科給事中。後歷官巡視南城巡城御史，巡視東城巡城御史，禮科掌印給事中。
乾隆十二年（1747年）充河南鄉試正考官。乾隆十四年（1749年）遷淮安通州巡漕御史。後署理京畿道監察御史，巡視北城巡城御史。欽命巡視，遍歷五城。遷鴻臚寺少卿，通政司參議，擢太常寺少卿。退休告歸而卒。

## 事蹟
陝西御史任內陝西水利建設，乾隆帝採納准予實行，並收入〈名臣奏疏〉。又奏請放寬換照期限，增築石板道路以便利行旅，得到同意。凡與國計民生有關之事都上奏疏入告。巡視西城時奏請香山一帶不可准許開採煤礦。巡察東漕時，奏請添派人力疏濬運河以求經濟便利。程鍾彥所奏，都得硃批嘉許。程鍾彥自幼聰穎，年長後鑽研經籍，文章以唐宋八大家為宗，詩風則為選體。歷官清要，三次參與侍宴，聯賦栢梁體詩。

## 著作
著有《經義日纂》、《皇華紀程》、《南村草堂集》